# Lliga de Campions de la UEFA 1996-97
La Lliga de Campions de la UEFA 1996–97 fou la 42a edició de la Copa d'Europa, la màxima competició per a clubs de futbol del continent i la 5a sota el nom de Lliga de Campions.
La competició fou guanyada pel Borussia Dortmund derrotant la Juventus. Fou el primer títol del club alemany.

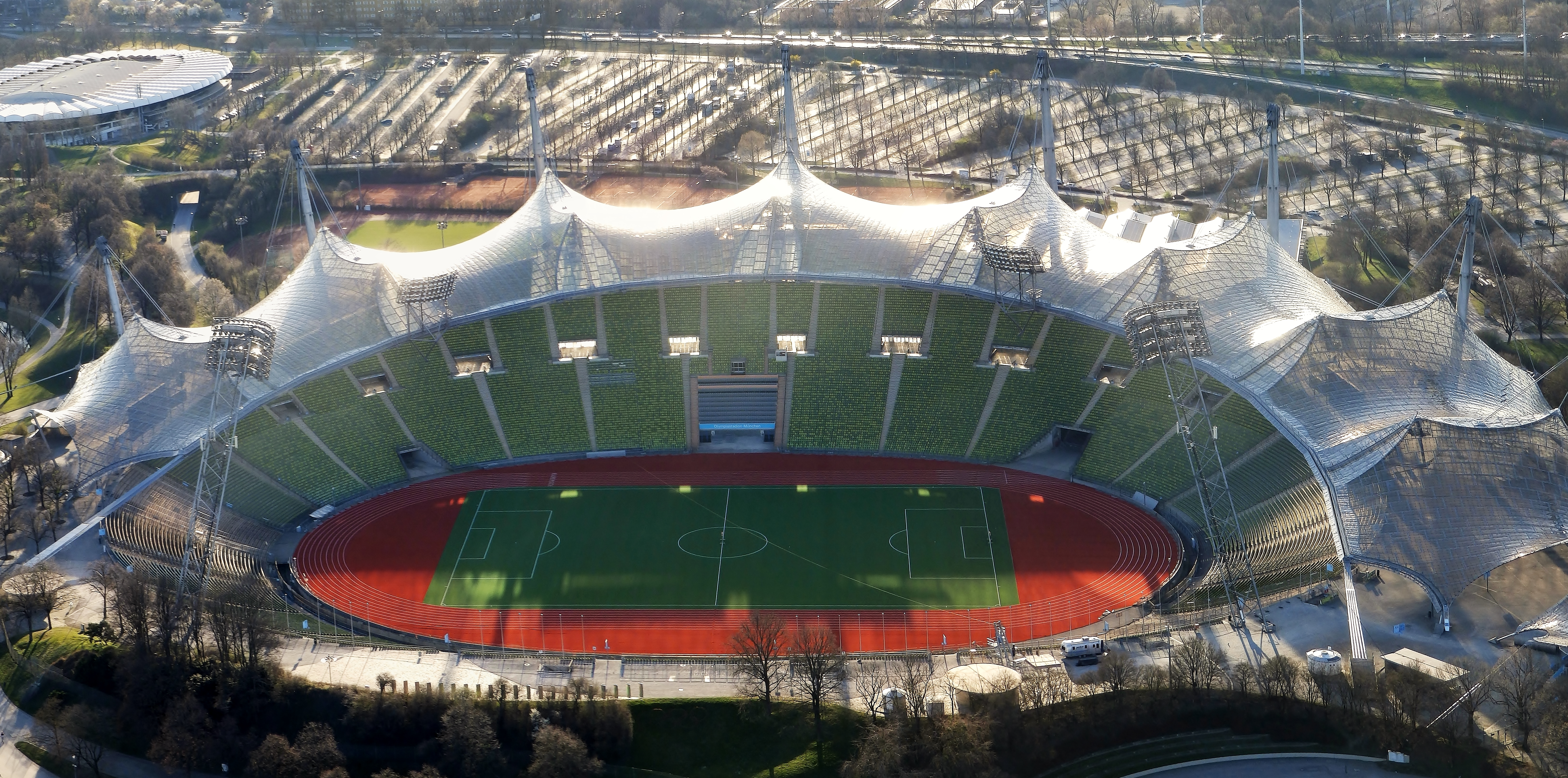
La final es disputà a l'estadi Olímpic de Múnic.

## Ronda de classificació
Els campions entren a la següent ronda de la Lliga de Campions, mentre que els perdedors entren a la primera ronda de la Copa de la UEFA.
| Equip 1          | Global | Equip 2            | Anada | Tornada |
| ---------------- | ------ | ------------------ | ----- | ------- |
| Maccabi Tel Aviv | 1–2    | Fenerbahçe         | 0–1   | 1–1     |
| Rangers          | 10–3   | Alania Vladikavkaz | 3–1   | 7–2     |
| Panathinaikos    | 1–3    | Rosenborg          | 1–0   | 0–3(pr) |
| IFK Göteborg     | 4–1    | Ferencváros        | 3–0   | 1–1     |
| Widzew Łódź      | (c)4–4 | Brøndby            | 2–1   | 2–3     |
| Grasshopper      | 6–0    | Slavia Praga       | 5–0   | 1–0     |
| Club Brugge      | 2–5    | Steaua Bucureşti   | 2–2   | 0–3     |
| Rapid Wien       | 6–2    | Dynamo Kyiv        | 2–0   | 4–2     |

## Fase de grups

### Grup A
| Equip       | PJ | PG | PE | PP | GF | GC | DG | Pts |
| ----------- | -- | -- | -- | -- | -- | -- | -- | --- |
| Auxerre     | 6  | 4  | 0  | 2  | 8  | 7  | +1 | 12  |
| Ajax        | 6  | 4  | 0  | 2  | 8  | 4  | +4 | 12  |
| Grasshopper | 6  | 3  | 0  | 3  | 8  | 5  | +3 | 9   |
| Rangers     | 6  | 1  | 0  | 5  | 5  | 13 | -8 | 3   |

| Partit 1    |     |             |
| Auxerre     | 0–1 | Ajax        |
| Grasshopper | 3–0 | Rangers     |
| Partit 2    |     |             |
| Rangers     | 1–2 | Auxerre     |
| Ajax        | 0–1 | Grasshopper |
| Partit 3    |     |             |
| Auxerre     | 1–0 | Grasshopper |
| Ajax        | 4–1 | Rangers     |
| Partit 4    |     |             |
| Grasshopper | 3–1 | Auxerre     |
| Rangers     | 0–1 | Ajax        |
| Partit 5    |     |             |
| Rangers     | 2–1 | Grasshopper |
| Ajax        | 1–2 | Auxerre     |
| Partit 6    |     |             |
| Auxerre     | 2–1 | Rangers     |
| Grasshopper | 0–1 | Ajax        |

### Grup B
| Equip              | PJ | PG | PE | PP | GF | GC | DG  | Pts |
| ------------------ | -- | -- | -- | -- | -- | -- | --- | --- |
| Atlético de Madrid | 6  | 4  | 1  | 1  | 12 | 4  | +8  | 13  |
| Borussia Dortmund  | 6  | 4  | 1  | 1  | 14 | 8  | +6  | 13  |
| Widzew Łódź        | 6  | 1  | 1  | 4  | 6  | 10 | -4  | 4   |
| Steaua Bucureşti   | 6  | 1  | 1  | 4  | 5  | 15 | -10 | 4   |

| Partit 1          |     |                   |
| Atlètic de Madrid | 4–0 | Steaua Bucureşti  |
| Borussia Dortmund | 2–1 | Widzew Łódź       |
| Partit 2          |     |                   |
| Widzew Łódź       | 1–4 | Atlètic de Madrid |
| Steaua Bucureşti  | 0–3 | Borussia Dortmund |
| Partit 3          |     |                   |
| Atlètic de Madrid | 0–1 | Borussia Dortmund |
| Steaua Bucureşti  | 1–0 | Widzew Łódź       |
| Partit 4          |     |                   |
| Borussia Dortmund | 1–2 | Atlètic de Madrid |
| Widzew Łódź       | 2–0 | Steaua Bucureşti  |
| Partit 5          |     |                   |
| Widzew Łódź       | 2–2 | Borussia Dortmund |
| Steaua Bucureşti  | 1–1 | Atlètic de Madrid |
| Partit 6          |     |                   |
| Atlètic de Madrid | 1–0 | Widzew Łódź       |
| Borussia Dortmund | 5–3 | Steaua Bucureşti  |

### Grup C
| Equip             | PJ | PG | PE | PP | GF | GC | DG  | Pts |
| ----------------- | -- | -- | -- | -- | -- | -- | --- | --- |
| Juventus          | 6  | 5  | 1  | 0  | 11 | 2  | +9  | 16  |
| Manchester United | 6  | 3  | 0  | 3  | 6  | 3  | +3  | 9   |
| Fenerbahçe        | 6  | 2  | 1  | 3  | 3  | 6  | -3  | 7   |
| Rapid Wien        | 6  | 0  | 2  | 4  | 2  | 12 | -10 | 2   |

| Partit 1          |     |                   |
| Rapid Wien        | 1–1 | Fenerbahçe        |
| Juventus          | 1–0 | Manchester United |
| Partit 2          |     |                   |
| Manchester United | 2–0 | Rapid Wien        |
| Fenerbahçe        | 0–1 | Juventus          |
| Partit 3          |     |                   |
| Rapid Wien        | 1–1 | Juventus          |
| Fenerbahçe        | 0–2 | Manchester United |
| Partit 4          |     |                   |
| Juventus          | 5–0 | Rapid Wien        |
| Manchester United | 0–1 | Fenerbahçe        |
| Partit 5          |     |                   |
| Manchester United | 0–1 | Juventus          |
| Fenerbahçe        | 1–0 | Rapid Wien        |
| Partit 6          |     |                   |
| Rapid Wien        | 0–2 | Manchester United |
| Juventus          | 2–0 | Fenerbahçe        |

### Grup D
| Equip        | PJ | PG | PE | PP | GF | GC | DG | Pts |
| ------------ | -- | -- | -- | -- | -- | -- | -- | --- |
| Porto        | 6  | 5  | 1  | 0  | 12 | 4  | +8 | 16  |
| Rosenborg    | 6  | 3  | 0  | 3  | 7  | 11 | -4 | 9   |
| Milan        | 6  | 2  | 1  | 3  | 13 | 11 | +2 | 7   |
| IFK Göteborg | 6  | 1  | 0  | 5  | 7  | 13 | -6 | 3   |

| Partit 1     |     |              |
| IFK Göteborg | 2–3 | Rosenborg    |
| Milan        | 2–3 | Porto        |
| Partit 2     |     |              |
| Porto        | 2–1 | IFK Göteborg |
| Rosenborg    | 1–4 | Milan        |
| Partit 3     |     |              |
| IFK Göteborg | 2–1 | Milan        |
| Rosenborg    | 0–1 | Porto        |
| Partit 4     |     |              |
| Milan        | 4–2 | IFK Göteborg |
| Porto        | 3–0 | Rosenborg    |
| Partit 5     |     |              |
| Porto        | 1–1 | Milan        |
| Rosenborg    | 1–0 | IFK Göteborg |
| Partit 6     |     |              |
| IFK Göteborg | 0–2 | Porto        |
| Milan        | 1–2 | Rosenborg    |

## Quarts de final
| Equip 1           | Global | Equip 2            | Anada | Tornada |
| ----------------- | ------ | ------------------ | ----- | ------- |
| Borussia Dortmund | 4–1    | Auxerre            | 3–1   | 1–0     |
| Manchester United | 4–0    | Porto              | 4–0   | 0–0     |
| Ajax              | 4–3    | Atlético de Madrid | 1–1   | 3–2(pr) |
| Rosenborg         | 1–3    | Juventus           | 1–1   | 0–2     |

## Semifinals
| Equip 1           | Global | Equip 2           | Anada | Tornada |
| ----------------- | ------ | ----------------- | ----- | ------- |
| Borussia Dortmund | 2–0    | Manchester United | 1–0   | 1–0     |
| Ajax              | 2–6    | Juventus          | 1–2   | 1–4     |

## Final
| Borussia Dortmund           | 3 – 1 | Juventus      |
| --------------------------- | ----- | ------------- |
| Riedle 29' 34' · Ricken 70' |       | Del Piero 66' |

| Guanyador de la Lliga de Campions 1996-97 |
| ----------------------------------------- |
| Borussia Dortmund Primer títol            |